# Pedro Requena Cisneros
Pour les articles homonymes, voir Requena et Cisneros.
Pedro Paulo Requena Cisneros, né le 24 janvier 1991 à Lima au Pérou, est un footballeur péruvien jouant au poste de défenseur.
Il est le fils de Pedro Requena, international péruvien des années 1980.

## Biographie

### Carrière en club
Formé au Deportivo INDUSA entre 1995 et 2006, Pedro Requena Cisneros commence sa carrière au sein du Total Chalaco, en 2e division, en 2008. Champion de D2, il a l'occasion de faire ses débuts en D1 le 29 juillet 2009 face au Sport Huancayo (match nul 0-0).
En 2011, il signe pour l'Universidad César Vallejo. Il y remporte le Torneo del Inca en 2015 et dispute la Copa Libertadores en 2013 et 2016 (deux matchs en tout), en plus de la Copa Sudamericana en 2014 (cinq rencontres).
Parti au FBC Melgar en 2017, il joue sa troisième Copa Libertadores cette même année (trois matchs). 
Il revient à l'Universidad César Vallejo en 2018 et remporte le championnat de D2 sous la houlette de José del Solar.

### Carrière en sélection
International péruvien, Pedro Paulo Requena reçoit quatre sélections entre 2014 et 2015. Il fait partie du groupe appelé à disputer la Copa América 2015 – où le Pérou atteint la 3e place – mais reste sur le banc durant toute la compétition.

## Palmarès
| Total Chalaco - Championnat du Pérou D2 (1) : - Champion : 2008. |  | Universidad César Vallejo - Championnat du Pérou D2 (1) : - Champion : 2018. - Torneo del Inca (1) : - Vainqueur : 2015. |  | FBC Melgar - Torneo de Verano (1) : - Vainqueur : 2017. |